# Kék tikszem
A kék tikszem (Anagallis foemina) a kankalinfélék (Primulaceae) családjába tartozó tikszem (Anagallis) nemzetség egy növényfaja. Főleg a Földközi-tenger vidékétől Kis-Ázsiáig terjedt el, de előfordul Közép- és Észak-Európában, Észak- és Kelet-Ázsiában, Közép-Amerikában, Dél-Brazíliában és Nyugat-Ausztráliában is. Magyarországon is megtalálható szántóföldi gyomnövény.

## Jellemzése
Lágy szárú, egyéves növény. 3–5 cm magasra nő meg, a földön kúszó szár hosszúsága 5–25 cm is lehet. Levelei keresztben átellenesek, sötétzöldek. Júniustól szeptemberig hozza ötszirmú virágait. Termése kupakkal nyíló toktermés, 15-16 maggal.
A kék tikszemet (A. foemina, melybe egyes szerzők az A. coerulea-t is beleértik), a mezei tikszemtől megkülönbözteti, hogy a virágok színe konzisztensen kék (nem lakmuszpapírszerűen), a párta széle csak enyhén vagy egyáltalán nem szőrös; ha vannak szőrök, azok terminális sejtjei megnyúltak – az A. arvensis esetében a pártaszélen számos mirigyes, testesebb szőrszál nő. A kék tikszemnél a virágkocsányok rövidebbek az alattuk növő levélnél.

## Fordítás
- Ez a szócikk részben vagy egészben a Blauer Gauchheil című német Wikipédia-szócikk ezen változatának fordításán alapul.  Az eredeti cikk szerkesztőit annak laptörténete sorolja fel. Ez a jelzés csupán a megfogalmazás eredetét és a szerzői jogokat jelzi, nem szolgál a cikkben szereplő információk forrásmegjelöléseként.